# Jacob Miller
Jacob Miller (Mandeville, 4 maggio 1952 – Kingston, 23 marzo 1980) è stato un cantante giamaicano, voce degli Inner Circle e uno degli esponenti di spicco della musica reggae. La sua produzione musicale varia dal reggae al funk fino alle fusioni più originali con il genere new Age.

## Biografia

### I primi anni
Jacob Miller nacque nel 1952 (o secondo un'altra fonte nel 1955) in Giamaica nella zona di Mandeville, di certo non la più felice dell'isola. Era figlio unico di Joan Ashman e Desmond Elliott. L'unica cosa che Jacob conosceva di suo padre era la sua professione, un cantante che si faceva chiamare Sidney Elliott. Sfortunatamente non ebbe mai la possibilità di recarsi in Inghilterra alla ricerca di suo padre, come egli stesso dichiarò di voler fare. Era anche imparentato con il cantante Maxi Priest, nato in Inghilterra e cugino dalla parte del padre mai ritrovato.

### L'approccio alla musica
Quando Jacob compì 8 anni fu mandato a vivere dai nonni in Rousseau Road, a Kingston. Mentre frequentava la Melrose Highschool School, rimase affascinato dagli studi di registrazione sparsi nei dintorni. Augustus Pablo, un buon amico, musicista e produttore, portò Jacob in giro per numerosi studi musicali in città. Augustus presentò il futuro cantante ai principali produttori, " Sir" Coxsone Dodd, Joe Gibbs e King Tubby.
Nel 1968 il sedicenne Miller registra per Dodd il suo primo singolo, Love Is A Message (aka Let Me Love You)con scarso successo.
Deluso, Jacob non registra nuove tracce fino al 1974, anno in cui incide con gli Inner Circle gli album Rock The Boat e Heavy Reggae (aka Blame It On The Sun). I due album contengono parecchie cover dell'idolo Bob Marley, altre cover di successi soul e Motown, oltre ad alcuni brani scritti dal gruppo.

### I primi successi
Contemporaneamente alla pubblicazione dei primi album, Jacob intensifica la sua collaborazione con Augustus Pablo, con cui stringe un sodalizio che porterà parecchi singoli di successo. Tra questi spicca King Tubby Meets Rockers Uptown compreso poi nell'omonimo album.
Questa collaborazione tuttavia non interferirà con la produzione di diversi singoli di successo con gli Inner Circle. Allo stesso modo nel 1978 Miller pubblica assieme a Ray I l'album Natty Christmas, che contiene cover di tracce natalizie completate da assoli stile DJ da parte di Ray I. Ma probabilmente il talento di Miller sarebbe rimasto inespresso se non avesse avuto la felice intuizione di unirsi gli Inner Circle. Il gruppo era costituito da Roger Lewis alla chitarra, Ian Lewis al basso, Bernard "Touter" Harvey alle tastiere, Rasheed McKenzie alla batteria e Jacob Miller alla voce.

### Una svolta decisa
Reggae Thing, album del 1976, segna una decisa svolta del gruppo. Atmosfere tradizionali del reggae e del dub cominciano a fondersi con elementi tipici della musica d'oltreoceano, sulla scia degli album di Marley (Catch a Fire, Burnin' e Natty Dread). Una scelta che si ripeterà anche nell'album del 1977 Ready For The World.
Il titolo è tutto un programma: gli Inner Circle sono oramai maturi per salire alla ribalta mondiale, senza tuttavia tralasciare le radici reggae e rasta. Nell'album si fa notare la canzone I Found A Girl, un brano che esalta le doti canore di Miller.

### L'accostamento alla musica disco
Al 1978 viene fatto risalire, seppur con qualche dubbio, Mixed Up Moods, che rappresenta un ritorno al reggae più puro. Si tratta di un album che ricorda Uprising di Bob Marley, che uscirà solo 2 anni più tardi. Questo a conferma del fatto che Jacob è ormai impegnato a tempo pieno su diversi fronti.
Sempre nel 1979 viene alla luce Everything Is Great, un album che mescola reggae, funk, R&B e musica disco. Una sorta di risposta ai Third World, il cui nucleo fondatore apparteneva agli Inner Circle agli albori della sua creazione (1968). In particolare il brano che dà il nome all'album, Everything Is Great, si rivelerà un successo internazionale.

### L'ultimo album
È il 1980 quando gli Inner Circle pubblicano New Age Music. Alle già evidenziate tendenze sperimentalistiche, l'album aggiunge un pizzico di new age, con tanto di sintetizzatori. Per alcuni rappresenta l'inizio della commercializzazione del gruppo, ma per gli intenditori è solo l'ennesimo capolavoro di un artista geniale.
Ciò che sorprende di Jacob è la capacità della sua voce di modularsi ed adattarsi in modo camaleontico ai suoi brani. In Call It Love la sua voce sembra strizzare l'occhio ad Elvis Presley, mentre in If I Can't Have You si ritrovano virtuosismi vocali che riportano alla mente To Love Somebody nella versione di Eric Burdon.
Inoltre si dimostra incontenibile in Summer In The City, cover del brano hit del 1966 dei Lovin' Spoonful.

### La tragica fine
Nel 1980 il produttore Chris Blackwell aveva portato Bob Marley e Jacob Miller in Brasile per celebrare l'apertura dei nuovi uffici dell'etichetta Island in Sud America. Miller tornò in Giamaica venerdì 21 marzo 1980; dopo appena 2 giorni Jacob Miller morì per le ferite mortali di un incidente stradale in Hope Road.
Prima dell'incidente, gli Inner Circle stavano preparando un lungo tour in America come gruppo di apertura a Bob Marley & The Wailers.
Dopo la morte di Jacob Miller, il suo gruppo sarà coinvolto in un caotico quanto improbabile riassetto, con l'aggiunta di nuove voci.

## Discografia

### Con gli Inner Circle
- 1974 - Rock The Boat
- 1975 - Blame It To The Sun
- 1976 - Reggae Thing
- 1977 - Ready For The World
- 1978 - Heavyweight Dub
- 1978 - Killer Dub
- 1979 - Everything Is Great
- 1980 - New Age Music

### Solista
- 1975 - E-E Saw Dub
- 1976 - Tenement Yard
- 1977 - Jacob 'Killer' Miller
- 1978 - Wanted
- 1979 - Mixed Up Moods

### Raccolte
- 1974-1975 - Jacob Miller - Who Say Jah No Dread (Greensleeves)
- Jacob Miller & The Inner Circle - Forward Jah Jah Children (Trojan Records)
- Jacob Miller & The Inner Circle Band & Augustus Pablo (Culture Press)